# シロッコ

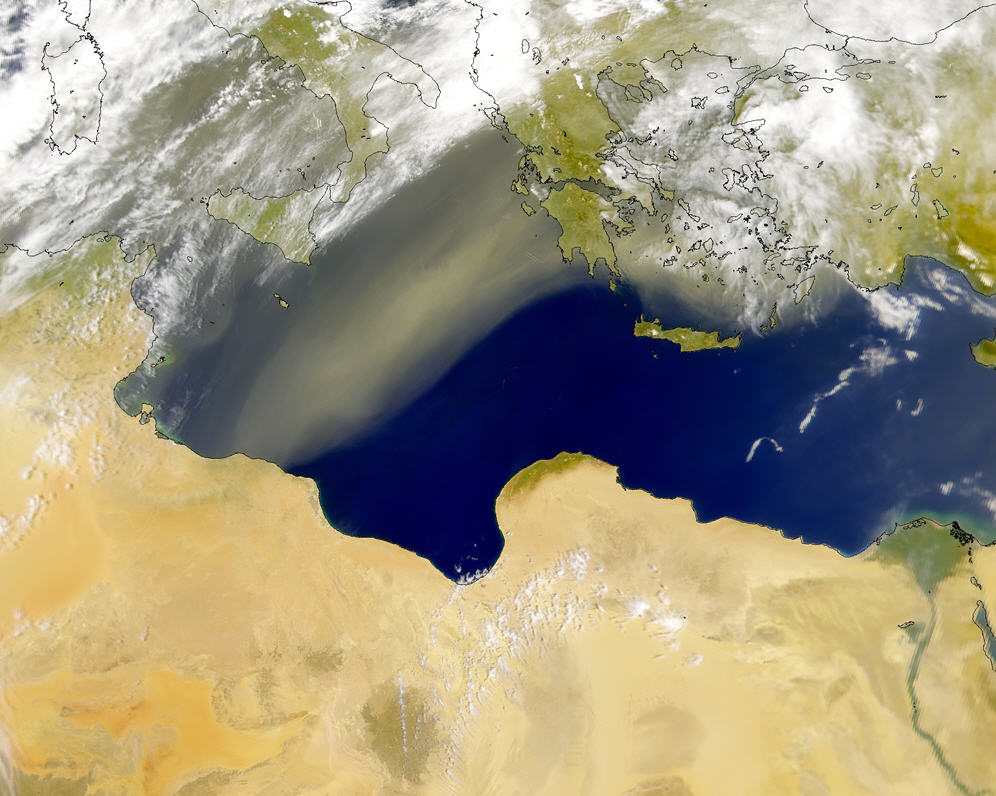
シロッコによる砂嵐を捉えた衛星写真

シロッコ（伊: scirocco、英・仏: sirocco）は、初夏にサハラ砂漠から吹き地中海を越えてイタリアなどに到達する南風または南東風。北アフリカでは乾燥しているが、地中海を越えた後のイタリア南部到達時には高温湿潤風となる。時に砂嵐を伴う。ギブリ、ユーゴ（jugo）とも。

## 名称
| 言語                   | 名称                            | 備考                                   |
| ---------------------- | ------------------------------- | -------------------------------------- |
| イタリア語             | scirocco                        |                                        |
| シチリア語             | sciroccu                        |                                        |
| スペイン語             | siroco                          |                                        |
| カタルーニャ語         | xaloc                           |                                        |
| マルタ語               | xlokk または żobb ta' riħ isfel |                                        |
| オック語               | siròc または eisseròc           |                                        |
| ギリシア語             | σορόκος または σιρόκος          |                                        |
| アルバニア語           | shirok                          |                                        |
| クロアチア語           | jugo または rarely širok        |                                        |
| リグリア語             | sciöco または mainasso          |                                        |
| リビア・アラビア語     | قبلي                            | 「キブラから来る風」の意               |
| エジプト・アラビア語   | خمسين                           | 「五十（五十日の風）」の意             |
| チュニジア・アラビア語 | شلوق または شهيلي               | 前者は同義の شروق に由来すると思われる |
| モロッコ・アラビア語   | شرقي                            | 直訳で「東の（風）」の意               |

アフリカでの名前はギブリ。クロアチアやモンテネグロではユーゴ (jugo)、フランス南部では (Marin)、スペイン南西部では (Leveche)、カタルーニャ地方では (llebeig)、マルタでは (xlokk) などと呼ばれている。ポルトガルではxaroco(ハルコ)、スペインではsolano(ソラノ)、jaloque(ハロック)、xaloque(ハロック)、フランスではautan(オータン)、ギリシャではgarbis(ガルビス)という。